# لارس بورمایستر
لارس بورمایستر (انگلیسی: Lars Burmeister؛ زادهٔ ۲۶ آوریل ۱۹۸۴ ‏(۴۰ سال)) مدل (شخص) اهل آلمان است.